# Santa Maria de Benifallet
Santa Maria de Benifallet és una ermita de Benifallet (Baix Ebre) protegida com a bé cultural d'interès local.

## Descripció
L'ermita està ubicada al barri del Calvari de Benifallet, a la part alta del nucli urbà. És un edifici d'una sola nau, de planta rectangular sense absis, realitzat amb carreus de pedra de mida regular i coberta a doble vessant. La porta principal i original del temple és feta en arc de mig punt perfectament dovellat. Damunt seu, una mica desplaçat, hi ha el campanar en forma d'espadanya d'un sol ull. Una segona porta, oberta posteriorment a la construcció de l'edifici (el 1861 segons placa indicativa), dona al carrer de l'Ermita. A l'interior de l'edifici, cobert amb volta apuntada, podem gaudir de la imatge de la Mare de Déu de Dalt, patrona de Benifallet situada al presbiteri. Al peus de l'església hi ha el cor cobert amb sostre de cassetons. Obertes al gruix de la paret els Pinyol tenien les seves sepultures en els segles xiii i xiv. Actualment només es distingeixen les primitives armes heràldiques de la família amb les inscripcions llatines. Es conserven pintures al fresc relacionades amb l'època de construcció de l'església. Destaca el calvari on hi ha petites capelletes que representen la vida de Nostre Senyor.

## Història
Havia estat església parroquial. Després de la conquesta de Tortosa per part de les forces de Ramon Berenguer IV, l'any 1148-1149, les terres van ser repartides entre els seus nobles. Un d'aquests era Berenguer Pinyol a qui va cedir el lloc de Costumà, a les proximitats de Benifallet. Cap a 1228, Bernat Pinyol, descendent de l'anterior, va ampliar el seu territori amb la compra dels llocs de Sellent o Sallent i Cardó a la vídua de Bernat Olicar Fuster. Els Pinyol van continuar sent senyors de la baronia de Cardó possiblement fins al 1417 en què passà a l'abat del monestir de Benifassà. La baronia de Costumà va passar a la jurisdicció de la ciutat de Tortosa cap a l'any 1491 per ordre de Ferran el Catòlic.
El novembre de l'any 2006 amagada al terra d'aquesta antiga església se va trobar una marededeu del segle XIII: és una talla de fusta policromada, de transició entre el romànic i el gòtic, que representa la Mare de Déu coronada, de 86 centímetres d'alçada per 35 d'amplada.